# Chézard-Saint-Martin

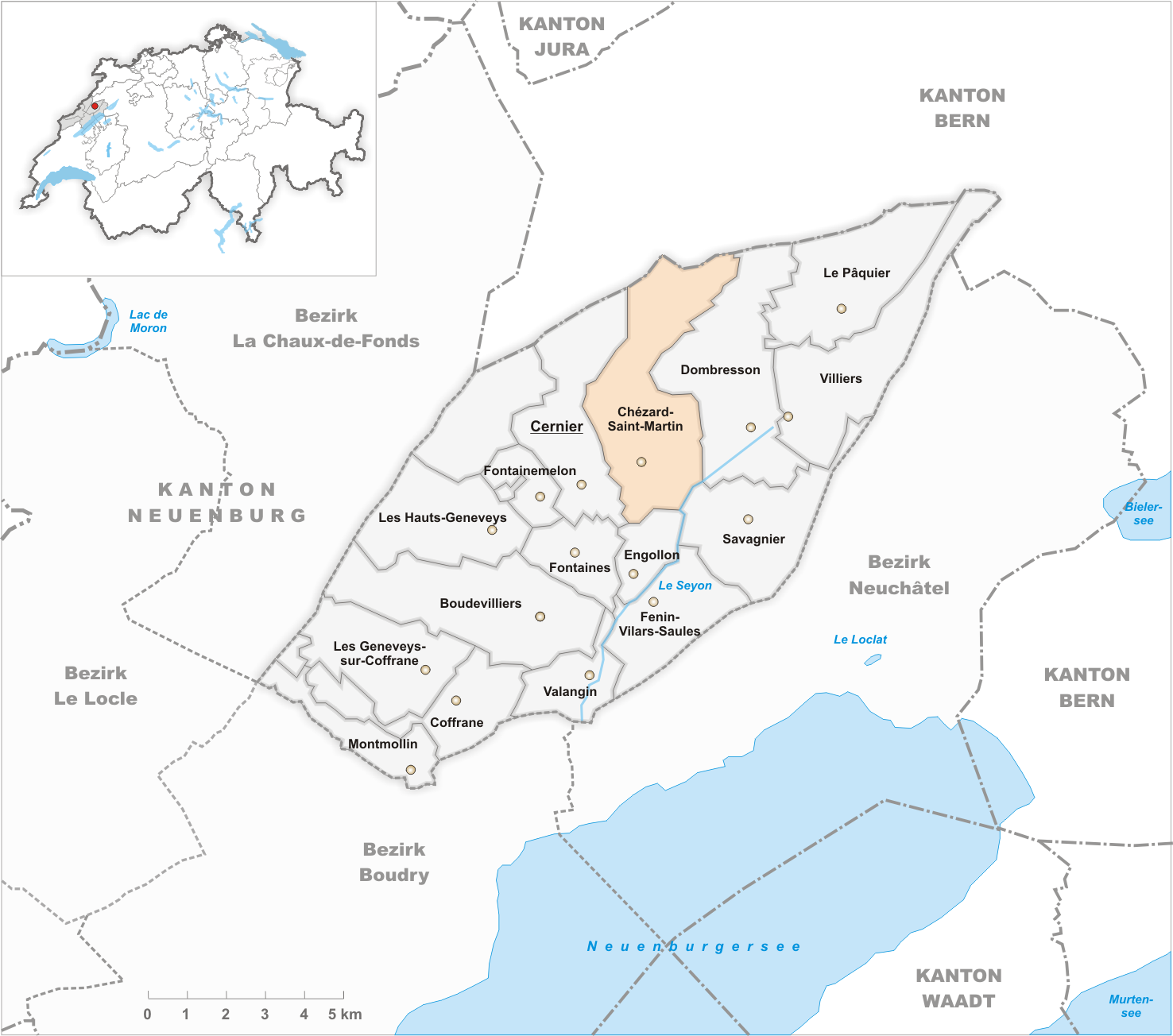
Gemeindestand vor der Fusion am 1. Januar 2013

Chézard-Saint-Martin war eine politische Gemeinde im Distrikt Val-de-Ruz des Kantons Neuenburg in der Schweiz. Am 1. Januar 2013 fusionierte sie mit den Gemeinden Boudevilliers, Cernier, Coffrane, Dombresson, Engollon, Fenin-Vilars-Saules, Fontainemelon, Fontaines, Les Geneveys-sur-Coffrane, Les Hauts-Geneveys, Montmollin, Le Pâquier, Savagnier und Villiers zur neuen Gemeinde  Val-de-Ruz.

## Geographie
Chézard-Saint-Martin liegt auf 764 m ü. M., acht Kilometer nördlich der Kantonshauptstadt Neuenburg (Luftlinie). Die Doppelgemeinde erstreckt sich am nördlichen Rand des Beckens Val de Ruz im Neuenburger Jura, am Fuss des Mont d’Amin.
Die Fläche des 13,1 km² grossen Gemeindegebiets umfasst im südlichen Teil einen Abschnitt des landwirtschaftlich intensiv genutzten Beckens des Val de Ruz und reicht bis an den Seyon. Nach Norden erstreckt sich das Gebiet über den Steilhang der Forêt du Bas auf die Antiklinale des Mont d’Amin. Auf dieser Höhe wird mit 1417 m ü. M. der höchste Punkt der Gemeinde erreicht. Nördlich des Mont d’Amin reicht der Gemeindeboden in einem schmalen Zipfel über das Klustal des Pertuis und die Combe Mauley auf die Höhe bei Derrière Pertuis und bis an den Südrand des Vallon de Saint-Imier. Auf der Höhe der Mont-d’Amin-Kette befinden sich ausgedehnte Jurahochweiden mit den typischen mächtigen Fichten, die entweder einzeln oder in Gruppen stehen. Von der Gemeindefläche entfielen 1997 5 % auf Siedlungen, 39 % auf Wald und Gehölze und 56 % auf Landwirtschaft.
Chézard-Saint-Martin besteht aus den Ortsteilen Grand Chézard (771 m ü. M.), Petit Chézard (764 m ü. M.) und Saint-Martin (746 m ü. M.), die alle sehr nahe beieinander am Fuss des Mont d’Amin liegen und heute ein zusammenhängendes bebautes Gebiet bilden. Auf den Jurahöhen befinden sich zahlreiche Einzelhöfe. Nachbargemeinden von Chézard-Saint-Martin sind Cernier, Engollon, Savagnier und Dombresson im Kanton Neuenburg sowie Sonvilier und Renan im Kanton Bern.

Historisches Luftbild von Werner Friedli von 1967

## Bevölkerung
Mit 1819 Einwohnern (31. Dezember 2012) gehört Chézard-Saint-Martin zu den mittelgrossen Gemeinden des Kantons Neuenburg. Von den Bewohnern sind 93,3 % französischsprachig, 2,6 % deutschsprachig und 0,9 % italienischsprachig (Stand 2000). Seit 1950 (974 Einwohner) hat die Bevölkerung von Chézard-Saint-Martin deutlich zugenommen.

## Wirtschaft
Chézard-Saint-Martin wandelte sich im 19. Jahrhundert vom landwirtschaftlich geprägten Dorf zur Industriegemeinde. In dieser Zeit fasste die Uhrenindustrie im Ort Fuss. Zu Beginn des 20. Jahrhunderts setzte eine Stagnation ein. Heute ist Chézard-Saint-Martin Sitz eines Orgelherstellers (ehemals Neidhart & Lhôte; heute Manufacture d’orgues St.-Martin) und besitzt ein Berufsausbildungszentrum. Die Landwirtschaft spielt weiterhin eine wichtige Rolle: Während die fruchtbaren Böden des hinteren Val de Ruz durch Ackerbau intensiv genutzt werden, wird auf den Wiesen und Weiden der Jurahöhen Viehzucht und Milchwirtschaft betrieben. Seit etwa 1950 hat sich Chézard-Saint-Martin zur Wohngemeinde mit zahlreichen Einfamilienhäusern entwickelt. Viele Erwerbstätige sind Wegpendler und arbeiten vorwiegend in Neuenburg oder La Chaux-de-Fonds.

## Verkehr
Die Gemeinde liegt an der Kantonsstrasse von Fontainemelon nach Dombresson. Chézard-Saint-Martin ist durch die Buslinien Neuenburg–Cernier–Villiers und Neuenburg–Savagnier–Cernier an das Netz des öffentlichen Verkehrs angeschlossen. Von 1903 bis 1948 wurde Chézard-Saint-Martin durch die Strassenbahn Les Hauts-Geneveys–Villiers bedient. Sie wurde durch den Trolleybus Val de Ruz ersetzt, der seinerseits 1984 von Autobussen abgelöst wurde.

## Geschichte
Das Gebiet bei Chézard-Saint-Martin war bereits zur Römerzeit besiedelt, was durch Funde von Überresten einer Villa aus dem 2. Jahrhundert belegt werden konnte. Saint-Martin wird im Jahr 998 erstmals unter dem Namen Sancto Martino erwähnt. 1143 erfolgte die erste urkundliche Erwähnung von Petit-Chézard unter dem Namen Esser und 1285 diejenige von Grand-Chézard unter dem Namen Chesas.
Bereits im 16. Jahrhundert bestand eine enge Zusammenarbeit zwischen Grand-Chézard, Petit-Chézard und Saint-Martin. Die drei Dörfer gehörten zur Herrschaft Valangin, die teils den Grafen von Neuenburg, teils den Grafen von Montbéliard unterstand und 1592 endgültig an Neuenburg kam. Seit 1648 war Neuenburg Fürstentum und ab 1707 durch Personalunion mit dem Königreich Preussen verbunden. 1806 wurde das Gebiet an Napoleon I. abgetreten und kam 1815 im Zuge des Wiener Kongresses an die Schweizerische Eidgenossenschaft, wobei die Könige von Preussen bis zum Neuenburgerhandel 1857 auch Fürsten von Neuenburg blieben.

## Sehenswürdigkeiten
Der heutige Bau der Pfarrkirche Saint-Martin, die 998 erwähnt wurde, stammt aus dem 17. Jahrhundert, 1993–1994 wurde die Kirche restauriert. Besonders im Ortskern von Chézard sind einige charakteristische Bauernhöfe aus dem 17. und 18. Jahrhundert erhalten. Das Schulhaus zwischen Chézard und Saint-Martin entstand 1901. 1991 wurde das neue Gemeindezentrum La Rebatte eingeweiht.

## Persönlichkeiten
- Ami Girard (1819–1900), Politiker und Offizier